# Lux (album)
Lux è il ventisettesimo album in studio del musicista britannico Brian Eno, pubblicato nel novembre 2012 dalla Warp Records.

## Tracce
1. Lux 1 – 19:22
2. Lux 2 – 18:14
3. Lux 3 – 19:19
4. Lux 4 – 18:28

## Formazione
- Brian Eno – sintetizzatore, produzione
- Leo Abrahams – moog, chitarra
- Nell Catchpole – violino, viola